# Fandom

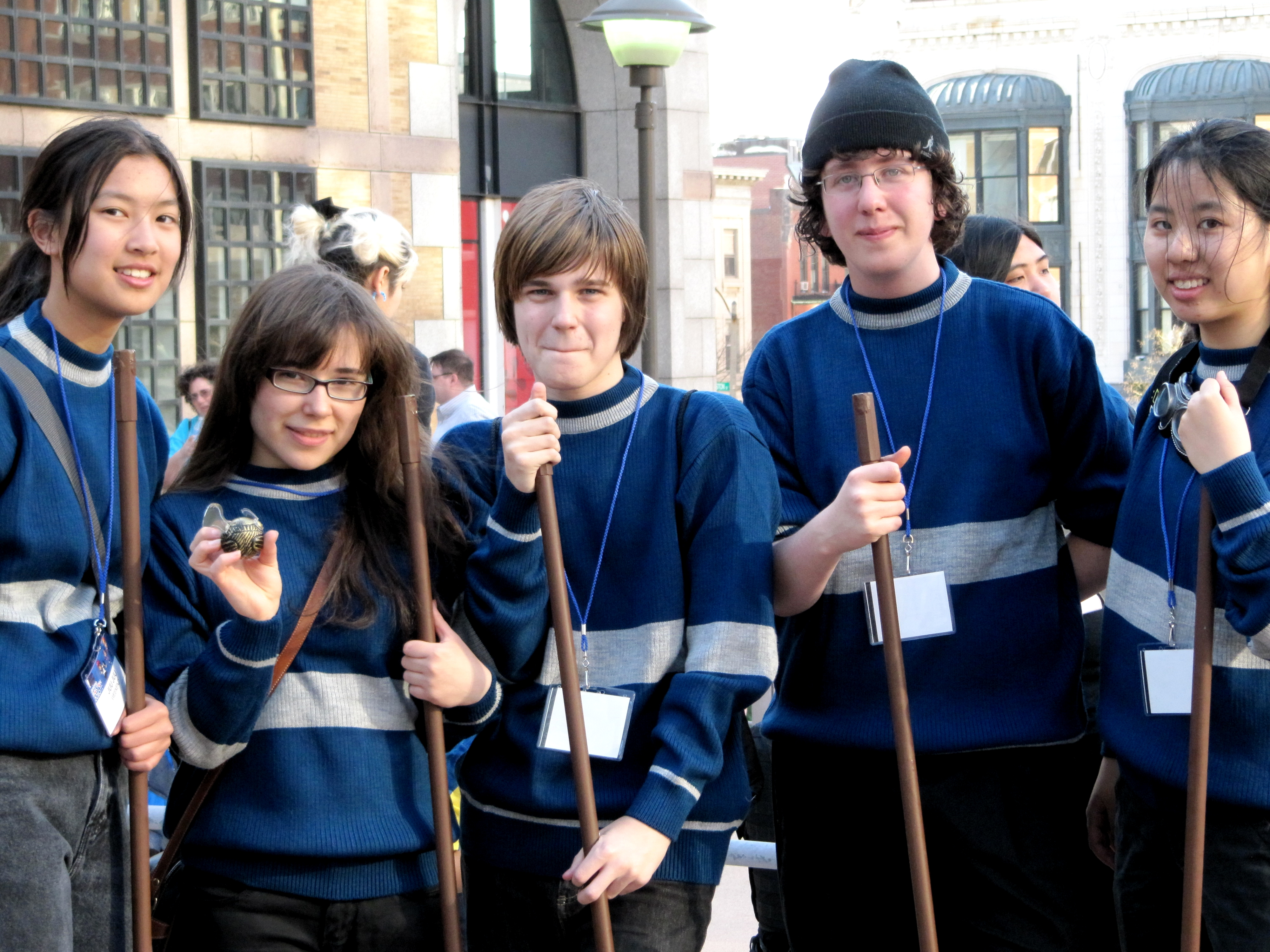
Fãs de Harry Potter fantasiados como estudantes de Hogwarts, cosplay da Anime Boston de 2010.

Fandom é um termo usado para se referir a uma subcultura composta por fãs caracterizados pela empatia e camaradagem por outros membros da comunidade que compartilham gostos em comum.
Um fandom pode surgir ao redor de qualquer área de interesse ou atividade. Podem ser de focos definidos e específicos, como uma celebridade individual, ou mais amplos, englobando hobbies, gêneros e modas inteiras.
Apesar de sua vasta aplicação atual, o termo foi cunhado especificamente em relação à apreciação entusiástica por esportes. A palavra, inglesa, é composta pela palavra fan ("fã") mais o sufixo -dom (indicando um estado, domínio ou coletivo). O dicionário de inglês americano Merriam-Webster registra o primeiro uso conhecido da palavra para 1903. Eles se ajudam entre sí e chegam a marcar encontros para se conhecerem pessoalmente.

## Atividades
Entre as atividades mais frequentes entre um fandom são os cosplays, os fanzines, dōjinshis (fanzine com qualidade de revista profissional), as histórias de ficção publicadas online (fanfictions, fanfics ou fics), em formato de vídeo (fanfilms) e artes visuais (fanarts), as convenções e encontros e, mais popularmente, a coleção de produtos e reportagens sobre o tema abordado.

## Encontros defandoms
Encontros virtuais: Geralmente os "fandoms" se encontram em páginas que são criadas em homenagem ao ídolo. Nesse tipo de páginas pessoas do mesmo "fandom" se encontram virtualmente e conversam.
Encontros presenciais: Em páginas virtuais são marcados encontros de fãs do mesmo "fandom" em determinado local, são locais públicos ou privados.